# Ковальская (балка)
Ковальская — балка правого притока реки Саксагань в Саксаганском районе города Кривой Рог.

## Характеристика
Расположена в районе станции Шмаково. Длина 4,9 км. Верховье оконтуривается 100-й горизонталью. Доминирует Плоская могила (105 м). В средней и нижней части почти полностью утратила свои природные черты и конфигурацию вследствие проведения горных работ.
Название произошло от кузнечной профессии. Александр Поль обнаружил в балке орудия труда древнего человека.